# Carlos Scarpelini
Carlos Roberto Scarpelini (Apucarana, 31 de janeiro de 1952) é um comerciante, agricultor e político brasileiro.

## Biografia
Filho de Adelino Scarpelini e Jandira Gomes Ferreira, é também irmão de José Domingos Scarpelini, prefeito de Apucarana entre 1989 e 1992 e deputado estadual pelo Paraná durante 4 mandatos.
Em 1974, filiou-se ao MDB (partido de oposição ao regime militar), pelo qual foi eleito vereador em 1976. 2 anos depois, concorreu sem sucesso a uma vaga de deputado federal. Em 1979, com a extinção do bipartidarismo, vai para o PMDB e disputou simultaneamente a eleição estadual (candidatou-se a deputado federal) e a eleição municipal para a prefeitura de Apucarana, sendo eleito em ambas. Optou em assumir o executivo municipal em 1983, permanecendo no cargo até 1988, tendo sua gestão elogiada pela imprensa do Paraná, que o considerou o melhor prefeito do estado.
Em 1990, elegeu-se deputado federal com 31.440 votos. Já filiado ao PST, votou a favor do impeachment do presidente Fernando Collor de Mello. Tentou se reeleger em 1994 pelo PP, mas não conseguiu e deixou a legislatura ao término de seu mandato.
Voltou à prefeitura de Apucarana em 1996, ao se eleger com 24.065 votos pelo PPB, e durante o segundo mandato filiou-se ao PSDB, onde disputou a reeleição em 2000 e ficou na segunda posição. Era pré-candidato a deputado federal em 2002, mas perdeu os direitos políticos após decisão do Ministério Público, que o acusou de improbidade administrativa após a contratação de seu sobrinho, Wilson Scarpelini, para ser assessor político da prefeitura municipal sem ter feito concurso público. 
Scarpelini chegou a lançar sua candidatura a deputado federal pelo PDT em 2006. Ao descobrir que seu nome figurava entre os candidatos que tinham contas irregulares pelo Tribunal de Contas, decidiu abandonar a disputa. Em 2008, participou da campanha de sua esposa, Lucimar Nunes Scarpelini, para uma vaga na Câmara Municipal de Apucarana, e sua última participação como candidato foi em 2010, quando tentou concorrer pela sexta vez a deputado federal, desta vez pela legenda do PP (atual Progressistas), mas teve sua candidatura negada. Em 2011, foi condenado a devolver valores correspondentes ao repasse mensal ao futebol profissional de Apucarana entre 1997 e 1999 - o valor não foi anunciado, mas falou-se em 3 milhões de reais. 
Não disputou nenhum cargo eletivo em 2014, e chegou a pensar em disputar as eleições de 2016, sem lançar oficialmente nenhuma candidatura.